# George Hill (Anguilla)
George Hill – miejscowość i dystrykt na Anguilli - brytyjskim terytorium zamorskim na Karaibach. W 2001 roku liczyła ok. 800 mieszkańców.